# Greg Minor
Greg Magado Minor (nacido el 18 de septiembre de 1971 en Sandersville, Georgia) es un exbaloncestista estadounidense que disputó cinco temporadas en la NBA. 

## Trayectoria
Habiendo promediado 12.6 puntos y 5.6 rebotes por juego en tres temporadas en la Universidad de Louisville, Minor fue seleccionado por Los Angeles Clippers en el orden N.º 25 del Draft de la NBA de 1994. El 30 de junio de 1994, los Clippers lo cambiaron a él y al veterano jugador Mark Jackson con los Indiana Pacers por Malik Sealy y Pooh Richardson, así como los derechos de su amigo, el rookie Eric Piatkowski. Fue liberado por los Pacers del equipo principal antes de empezar la temporada 1994-95 de la NBA, pero firmó como agente libre para los Boston Celtics el 19 de octubre.
Minor se quedó con los Celtics durante los 5 años de su carrera (1994-1999), promediando 6.9 puntos por partido y manteniendo un porcentaje de tiro de campo de 47.8. Durante su temporada de rookie, marcó su máximo de puntos en un partido durante su carrera: 31 puntos en un juego en caso contra los Golden State Warriors el 27 de enero de 1995. ç
Ha ejercido de entrenador asistente en varios equipos de la NBA Development League.